# Бобслей на зимних юношеских Олимпийских играх 2012
Соревнования по бобслею на I зимних юношеских Олимпийских играх проходил 22 января 2012 года. Будут разыграны два комплекта медалей. Соревнования будут проходить гонками двоек как у юношей, так и у девушек.

## Медали

### Общий зачет
| Общее количество медалей |                                                 |        |         |        |       |
| Место                    | Страна                                          | Золото | Серебро | Бронза | Всего |
| 1 2 3 5                  | Нидерланды Италия Австрия Великобритания Монако | 1 1 0  | 0 0 1 0 | 1 0 1  | 2 1   |

### Медалисты
Мужчины (двойки)
1. 
Патрик Баумгартнер, Алессандро Гранде (Италия)
2. 
Бенджамин Майер, Роберт Офенсбергер (Австрия)
3. 
Руди Ринальди, Джереми Торре (Монако)
Женщины (двойки)
1. 
Мари ван Хюгенбош, Санне Деккер (Нидерланды)
2. 
Мика Макнейл, Жасмин Сойерс (Великобритания)
3. 
Кимберли Бос, Мэнди Грут (Нидерланды)

## Страны-участницы
Австрия
 Канада
 Германия
 Великобритания
 Италия
 Япония
 Латвия
 Монако
 Нидерланды
 Румыния
 Россия
 Республика Корея
 США